# Pass the Nirvana
«Pass the Nirvana» es una canción de la banda estadounidense de post-hardcore Pierce the Veil, lanzado a través de Fearless Records el 1 de septiembre de 2022 como el primer sencillo de su tercer álbum de estudio The Jaws of Life (2023).

## Antecedentes
El sencillo se lanzó el 1 de septiembre de 2022, siendo el primer material nuevo de la banda desde que Mike Fuentes, miembro fundador, baterista y líder de muchos años, Vic Fuentes dejó la banda en medio de acusaciones de acoso sexual en 2017. Es el primer sencillo del quinto álbum de estudio de la banda The Jaws of Life el primero desde Misadventures de 2016.
El 7 de abril de 2023, se lanzaron versiones del sencillo en vinilo de 7 pulgadas a través del sitio web de la banda y de Hot Topic. La edición del sitio web es de color azul turquesa, limitada a 1500 copias, mientras que la edición de Hot Topic es de color naranja translúcido, limitada a 500 copias.
Una grabación de Pierce the Veil interpretando la canción en el festival When We Were Young se incluyó en la edición digital extendida de The Jaws of Life.

## Recepción
"Pass the Nirvana" tuvo una gran acogida. A partir de septiembre de 2023, la canción es la más escuchada de The Jaws of Life en Spotify. Shannon Shumaker escribió en Prelude Press que apreciaba su giro hacia una composición más grunge, a diferencia del estilo post-hardcore de sus álbumes anteriores.

## Personal
Pierce The Veil
- Vic Fuentes - voz, guitarra rítmica, guitarra acústica
- Tony Perry - guitarra rítmica
- Jaime Preciado - bajo, programación, coros

Músico adicionales
- Brad Hargreaves – batería

Producción
- Paul Meany - Productor